# 검은가는주머니쥐
검은가는주머니쥐 또는 회색배가는주머니쥐(Marmosops fuscatus)는 남아메리카에 사는 주머니쥐의 일종이다. 콜롬비아와 트리니다드토바고 그리고 볼리비아에서 발견된다. 서식지 감소로 멸종 위협을 받고 있다.